# Parunggalih
Parunggalih is een bestuurslaag in het regentschap Pemalang van de provincie Midden-Java, Indonesië. Parunggalih telt 793 inwoners (volkstelling 2010).